# Volum atòmic
El volum atòmic o volum molar és la relació entre la massa atòmica i la densitat d'un element. Es mesura en unitat de volum per mol (per exemple com cm³/mol).
La variació periòdica de la mida dels àtoms va ser observada per Julius Lothar Meyer, qui determinà el volum atòmic com a quocient entre la massa d'un mol d'element químic i la seva densitat física. En química, el volum molar Vm d'una substància és el volum que ocupa un mol d'aquella substància. Es pot calcular amb el pes atòmic o pes molecular, dividit per la seva densitat:{\displaystyle V_{m}={\frac {M}{\rho }}}Com que la unitat del SI pel volum és el metre cúbic (m³), la unitat del SI pel volum molar és metre cúbic per mol (m³/mol). A vegades també s'usa la unitat centímetres cúbics per mol (cm³/mol), una mesura un milió de vegades més petita.
El volum molar, es calcula habitualment en condicions normals de pressió i temperatura (273,15 K i 1 atm). El seu valor dependrà no només de la temperatura i de la pressió, sinó també de la fase i l'al·lòtrop de què es tracti. El volum molar d'un gas ideal en condicions normals és de 22,414 L/mol, és a dir, 0,022414 m³/mol.
El valor del volum atòmic està relacionat amb el volum de l'àtom, però no s'hi correspon exactament, ja que, entre altres factors, la densitat de l'element està determinada per la seva estructura cristal·lina que inclou els buits entre els àtoms. Els diferents elements, en tenir els seus electrons en diversos nivells, presenten volums atòmics variables, però també hi influeix la càrrega nuclear, ja que, amb l'augment de protons en el nucli, a mesura que s'avança en la taula periòdica, l'atracció sobre els electrons es fa més gran i el volum tendeix a disminuir. En general, quan els elements tenen volums atòmics petits, els electrons del nivell més extern estan fortament atrets pel nucli i, per tant, són cedits amb gran dificultat. Al contrari, els elements de volums atòmics elevats cedeixen els seus electrons de valència fàcilment, ja que l'atracció nuclear és menor.
Densitats i volums molars d'alguns gasos:
| Gas                        | H2     | He     | Ne     | N2     | O2     | Ar     | CO2    | NH3    |
| Densitat (g/L)             | 0,090  | 0,178  | 0,900  | 1,250  | 1,429  | 1,784  | 1,977  | 0,771  |
| Massa molar (g/mol)        | 2,02   | 4,003  | 20,18  | 28,01  | 32,00  | 39,95  | 44,01  | 17,03  |
| Volum molar normal (l/mol) | 22,428 | 22,426 | 22,425 | 22,404 | 22,394 | 22,393 | 22,256 | 22,094 |